# Mahabhuta
Mahabhuta (mahābhūta, 'gran element' o 'gran natura') designa en la cultura de l'antiga Índia els elements bàsics que constitueixen el món.
L'hinduisme en contempla cinc, els bajamahabhuta ('cinc grans elements'):
- Terra - pritiví (pṛthvī) o bhumi (bhūmi)
- Aigua - apa (āpa) o jalas
- Foc - agní (agni) o tejas
- Aire - vayú (vāyu) o pàvana
- Èter - akaixà (ākāśa)

En el budisme primerenc eren quatre (txatu dhatu, 'quatre elements'):
- Terra - paṭhavī
- Aigua (o líquid) - āpo
- Foc - tejo
- Aire (o vent) - vāyo

Algunes escoles afegeixen un sisè element, la consciència (viññāṇa-dhātu).